# Tây Đức
Tây Đức (tiếng Đức: Westdeutschland) là tên thường dùng để gọi nhà nước Cộng hòa Liên bang Đức (tiếng Đức: Bundesrepublik Deutschland - BRD; [ˈbʊndəsʁepuˌbliːk ˈdɔʏtʃlant] ⓘ) trong thời kỳ tính từ khi nước này được thành lập ra vào ngày 23 tháng 5 năm 1949 đến khi nó tái thống nhất 2 miền Tây-Đông vào ngày 3 tháng 10 năm 1990. Trong giai đoạn này, Đức cùng với thủ đô Berlin bị phân chia cho đến khi nhà nước Cộng hòa Dân chủ Đức (Đông Đức) sụp đổ và 5 bang của nó sáp nhập vào Cộng hòa Liên bang Đức. Cộng hòa Liên bang Đức (thường gọi là Đức) được mở rộng thành 16 bang cùng với việc thành lập 5 bang tại Đông Đức trước đây và như vậy thì chế độ mới trở thành nhà nước kế tục của Cộng hòa Liên bang Đức từ trước năm 1990.
Cộng hòa Liên bang Đức được thành lập từ 11 bang từ ba khu vực chiếm đóng của Đồng minh do Hoa Kỳ, Anh Quốc và Pháp kiểm soát. Thành phố Bonn là thủ đô lâm thời của đất nước. Khu vực thứ tư do Liên Xô chiếm đóng. Nhiều vùng của khu vực này nằm ở phía đông của Oder-Neisse, những nơi này sau đó đã bị Liên Xô và Ba Lan cộng sản sáp nhập; phần trung tâm còn lại quanh Berlin trở thành Cộng hòa Dân chủ Đức (Deutsche Demokratische Republik) với thủ đô trên thực tế là Đông Berlin. Theo sau sự phân chia, Tây Đức có một lãnh thổ chỉ bằng khoảng một nửa kích thước của Cộng hòa Weimar, là quốc gia tồn tại giữa hai Thế chiến tại Đức.
Cùng với Cách mạng 1989 bắt đàu từ năm 1988, tượng trưng là việc mở cửa Bức tường Béc-lin, các chuyển động nhanh chóng đã diễn ra hướng tới việc tái Thống nhất nước Đức. Cuộc bầu cử tự do ở Đông Đức diễn ra với kết quả là Quốc hội mới tuyên bố giải thể Cộng hoà Dân chủ Đức và tán thành gia nhập Cộng hòa Liên bang Đức vào năm 1990. Lãnh thổ Đông Đức được tổ chức lại thành 5 bang như trước chiến tranh cùng với việc hợp nhất Berlin, xóa bỏ tình trạng bị cô lập của Tây Béc-lin. Các bang trên lãnh thổ Đông Đức cũ gia nhập Cộng hòa Liên bang Đức vào ngày 3 tháng 10 năm 1990, nâng số bang từ 10 lên thành 16. Nước Đức thống nhất tiếp tục các chính sách của Cộng hòa Liên bang Đức từ trước năm 1990 và tiếp tục là thành viên của các tổ chức quốc tế như Liên minh châu Âu và Tổ chức Hiệp ước Bắc Đại Tây Dương (NATO).

## Tên gọi
Tên chính thức của Tây Đức được chọn từ năm 1949 và không thay đổi từ đó là Bundesrepublik Deutschland (Cộng hòa Liên bang Đức). Tên gọi này mặc dù chỉ đề cập đến các bang tạo thành từ Trizone (ba vùng chiếm đóng của Anh, Pháp và Mỹ), đã phản ánh tính chất là một tên gọi cho tất cả nước Đức, đặc biệt là bao gồm từ Deutschland (nước Đức). Điều này tương ứng tinh thần của Hiến pháp Tây Đức, Grundgesetz, cho phép các bang của Đức nằm dưới sự kiểm soát của Đồng Minh gia nhập cộng hòa mới. Mặc dù thuật ngữ Đức có tầm quan trọng trong tên gọi chính thức, vốn mang tính chính trị và tượng trưng to lớn trong thời kỳ Chiến tranh Lạnh.
Cư dân của Cộng hòa Liên bang Đức hầu như chỉ gọi đất nước của mình đơn giản là Đức, gần như là luôn luôn nếu như không cần thiết phải đề cập đến tên chính thức để phân biệt. Từ Tây Đức trong tiếng Đức, Westdeutschland, hầu như không được sử dụng trong ngôn ngữ tại Tây Đức để đề cập đến Tây Đức, nhưng chúng được dùng rộng rãi hơn để đề cập đến Miền Tây Đức, được cho là khu vực Rhine, vốn đã được sử dụng trong một thời gian dài trước chiến tranh. Westdeutsch cũng có thể đề cập đến bang Bắc Rhine-Westphalia: Westdeutscher Rundfunk, Westdeutsche Landesbank, Westdeutsche Allgemeine Zeitung.
Tại Đông Đức, thuật ngữ Westdeutschland ((Miền) Tây Đức) hay westdeutsche Bundesrepublik (Cộng hòa Liên bang Tây Đức) được sử dụng rộng rãi hơn, ngay cả trong truyền thông nằm dưới sự kiểm soát của nhà nước. Sự thay đổi này đặc biệt diễn ra khi Đông Đức coi Người Tây Đức và Người Tây Berlin là người nước ngoài theo Hiến pháp Cộng hòa Dân chủ Đức 1968, hiến pháp đã từ bỏ ý tưởng một nước Đức. Thuật ngữ Cộng hòa Liên bang Đức đã chiếm ưu thế tại Đông Đức bắt đầu từ đầu thập kỷ 1970, khi các nguồn chính thức của Đông Đức coi đây là cách diễn đạt chính thống vào năm 1973, sau đó tất cả các nước thuộc khối Liên Xô và khối Đông Âu đều chuyển sang cách dùng tên tương ứng.

## Lịch sử
Sau chiến tranh thế giới thứ hai, lãnh đạo các nước Hoa Kỳ, Anh Quốc, và Liên Xô đã tổ chức Hội nghị Yalta để bàn về những dàn xếp cho tương lai của châu Âu thời hậu chiến và thương lượng về các hành động chống lại Nhật Bản. Hội nghị đã đi đến thỏa thuận về chia cắt nước Đức thành 4 khu vực chiếm đóng, Khu vực Pháp chiếm đóng là vùng viễn tây, của Anh là vùng tây bắc, của Hoa Kỳ là vùng phía nam và của Liên Xô là vùng phía đông. Việc này không nhằm mục đích chia cắt nước Đức mà chỉ để định rõ vùng để thuận tiện cho quản lý.
Các khu vực nguyên thuộc về Đức ở phía đông của sông Oder và Neisse nằm dưới sự kiểm soát của Ba Lan, và hàng triệu người Đức đã bị trục xuất khỏi đây và được người Ba Lan thay thế. (Liên Xô cũng đã làm điều tương tự trên một phần đất đai rộng lớn tại miền đông Ba Lan và Đông Phổ) Năm 1946–1949, ba vùng sáp nhập theo từng bước. Đầu tiên là các khu vực của Anh và Mỹ kết hợp lại thành Bizonia và hoạt động giống như một nhà nước, vài tháng sau đó khu vực của Pháp đã sáp nhập vào Trizonia. Cùng lúc đó, các bang (Länder) được thành lập trên các khu vực của Đồng Minh thay thế cho các bang trước chiến tranh.
Ba bang tây nam của Tây Đức sáp nhập thành Baden-Württemberg vào năm 1952, và Saarland gia nhập Cộng hòa Liên bang Đức vào năm 1957. Ngoài 10 bang được thành lập, Tây Berlin được coi như bang thứ 11 trên thực tế. Mặc dù trên pháp lý Tây Berlin không thuộc Cộng hòa Liên bang Đức và nằm dưới sự kiểm soát của Hội đồng Kiểm soát Đồng Minh, lãnh thổ này đã có một số cơ quan của liên bang hoạt động một cách trực tiếp hay gián tiếp.
Năm 1949, với sự gia tăng căng thẳng của Chiến tranh Lạnh (tiêu biểu là Không vận Berlin năm 1948–1949), hai nước Đức đã được thành lập trên cơ sở các vùng kiểm soát của Đồng Minh phương Tây và Liên Xô và được gọi phổ biến là Tây Đức và Đông Đức trong tiếng Việt. Từ 3 tháng 10 năm 1990, Đông Đức sáp nhập vào Cộng hòa Liên bang Đức như ngày nay.

## Lãnh thổ

Ranh giới quản lý của quân Đồng Minh tại Đức vào năm 1947. Các lãnh thổ phía đông của Giới tuyến Oder-Neisse, nằm dưới sự kiểm soát rồi sau đó sáp nhập vào Ba Lan và Liên Xô, được tô màu trằng cùng với Saar. Chú ý là nước Đức và riêng thủ đô Berlin được chia thành bốn vùng kiểm soát

Cộng hòa Liên bang Đức (Tây Đức) để thiết lập phạm vi ban đầu của nó, bao gồm chiến tranh thế giới thứ hai, sau khi lãnh thổ Đức của Hoa Kỳ, Anh và Pháp chiếm đóng lãnh thổ và thêm vào phía tây của Đức, trên lãnh thổ Đông Đức, gốc thủ đô nước Đức là Berlin trung tâm thành phố trong nửa phía tây của thời gian. Nó cũng thuộc lãnh thổ trên thực tế được thành lập bất hợp pháp ở Tây Đức. Kết quả là, Tây Berlin trở thành một vùng đất bị bao vây và được bao quanh bởi lãnh thổ Đông Đức.

## Nhân khẩu

### Thống kê dân số
Tổng dân số của Tây Đức từ 1950 đến 1990, được thu thập bởi Cục thống kê liên bang Đức
|      | Dân số trung bình (x 1000) | Sinh ra sống | Tử vong | Thay đổi tự nhiên | Tỷ lệ sinh thô (trên 1000) | Tỷ lệ tử vong thô (trên 1000) | Thay đổi tự nhiên (trên 1000) | TFR  |
| ---- | -------------------------- | ------------ | ------- | ----------------- | -------------------------- | ----------------------------- | ----------------------------- | ---- |
| 1946 |                            | 732.998      | 588.331 | 144.667           | 15,9                       | 12,7                          | 3,2                           |      |
| 1947 |                            | 781.421      | 574.628 | 206.793           | 16,6                       | 12,2                          | 4,4                           | 2,01 |
| 1948 |                            | 806.074      | 515.092 | 290.982           | 16,7                       | 10,6                          | 6,0                           | 2,07 |
| 1949 |                            | 832.803      | 517.194 | 315.609           | 16,9                       | 10,5                          | 6,4                           | 2,14 |
| 1950 | 50.958                     | 812.835      | 528.747 | 284.088           | 16,3                       | 10,6                          | 5,7                           | 2,10 |
| 1951 | 51.435                     | 795.608      | 543.897 | 251.711           | 15,7                       | 10,8                          | 4,9                           | 2,06 |
| 1952 | 51.864                     | 799.080      | 545963  | 253.117           | 15,7                       | 10,7                          | 5,0                           | 2,08 |
| 1953 | 52.454                     | 796.096      | 578.027 | 218.069           | 15,5                       | 11,3                          | 4,2                           | 2,07 |
| 1954 | 52.943                     | 816.028      | 555.459 | 260.569           | 15,7                       | 10,7                          | 5,0                           | 2,12 |
| 1955 | 53.518                     | 820.128      | 581.872 | 238.256           | 15,7                       | 11,1                          | 4,6                           | 2,11 |
| 1956 | 53.340                     | 855.887      | 599.413 | 256.474           | 16,1                       | 11,3                          | 4,8                           | 2,19 |
| 1957 | 54.064                     | 892.228      | 615.016 | 277.212           | 16,6                       | 11,5                          | 5,2                           | 2,28 |
| 1958 | 54.719                     | 904.465      | 597.305 | 307.160           | 16,7                       | 11,0                          | 5,7                           | 2,29 |
| 1959 | 55.257                     | 951.942      | 605.504 | 346.438           | 17,3                       | 11,0                          | 6,3                           | 2,34 |
| 1960 | 55.958                     | 968.629      | 642.962 | 325 667           | 17,4                       | 11,6                          | 5,9                           | 2,37 |
| 1961 | 56.589                     | 1.012.687    | 627.561 | 385.126           | 18,0                       | 11,2                          | 6,9                           | 2,47 |
| 1962 | 57.247                     | 1.018.552    | 644.819 | 373.733           | 17,9                       | 11,3                          | 6,6                           | 2,45 |
| 1963 | 57.865                     | 1.054.123    | 673.069 | 381.054           | 18,4                       | 11,7                          | 6,7                           | 2,52 |
| 1964 | 58.587                     | 1.065.437    | 644.128 | 421.309           | 18,3                       | 11,1                          | 7,2                           | 2,55 |
| 1965 | 59.297                     | 1.044.328    | 677.628 | 366.700           | 17,8                       | 11,6                          | 6,3                           | 2,51 |
| 1966 | 59.793                     | 1.050.345    | 686.321 | 364.024           | 17,8                       | 11,6                          | 6,2                           | 2,54 |
| 1967 | 59.948                     | 1.019.459    | 687.349 | 332.110           | 17,2                       | 11,6                          | 5,6                           | 2,54 |
| 1968 | 60.463                     | 969.825      | 734.048 | 235.777           | 16,3                       | 12,3                          | 4,0                           | 2,39 |
| 1969 | 61.195                     | 903.456      | 744.360 | 159.096           | 15,0                       | 12,4                          | 2,6                           | 2,20 |
| 1970 | 61.001                     | 810.808      | 734.843 | 75.965            | 13,4                       | 12,1                          | 1,3                           | 1,99 |
| 1971 | 61.503                     | 778.526      | 730.670 | 47.856            | 12,7                       | 11,9                          | 0,8                           | 1,92 |
| 1972 | 61.809                     | 701.214      | 731.264 | -30.050           | 11,3                       | 11,8                          | -0,5                          | 1,72 |
| 1973 | 62.101                     | 635.663      | 731.028 | -95.395           | 10,3                       | 11,8                          | -1,5                          | 1,54 |
| 1974 | 61.991                     | 626.373      | 727.511 | -101.138          | 10,1                       | 11,7                          | -1,6                          | 1,51 |
| 1975 | 61.645                     | 600.512      | 749.260 | -148.748          | 9,7                        | 12,1                          | -2,4                          | 1,45 |
| 1976 | 61.442                     | 602.851      | 733.140 | -130.289          | 9,8                        | 11,9                          | -2,1                          | 1,46 |
| 1977 | 61.353                     | 582.344      | 704.922 | -122.578          | 9,5                        | 11,5                          | -2,0                          | 1,40 |
| 1978 | 61.322                     | 576.468      | 723.218 | -146.750          | 9,4                        | 11,8                          | -2,4                          | 1,38 |
| 1979 | 61.439                     | 581.984      | 711.732 | -129.748          | 9,5                        | 11,6                          | -2,1                          | 1,39 |
| 1980 | 61.658                     | 620.657      | 714.117 | -93.460           | 10,1                       | 11,6                          | -1,5                          | 1,44 |
| 1981 | 61.713                     | 624.557      | 722.192 | -97.635           | 10,1                       | 11,7                          | -1,6                          | 1,43 |
| 1982 | 61.546                     | 621.173      | 715.857 | -94.684           | 10,1                       | 11,6                          | -1,5                          | 1,41 |
| 1983 | 61.307                     | 594.177      | 718.337 | -124.160          | 9,7                        | 11,7                          | -2,0                          | 1,33 |
| 1984 | 61.049                     | 584.157      | 696.118 | -111.961          | 9,5                        | 11,4                          | -1,9                          | 1,29 |
| 1985 | 61.020                     | 586.155      | 704.296 | -118.141          | 9,6                        | 11,6                          | -2,0                          | 1,28 |
| 1986 | 61.140                     | 625.963      | 701890  | -118.141          | 10,3                       | 11,5                          | -1,2                          | 1,34 |
| 1987 | 61.238                     | 642.010      | 687.419 | -45.409           | 10,5                       | 11,3                          | -0,8                          | 1,37 |
| 1988 | 61.715                     | 677.259      | 687.516 | -10.257           | 11,0                       | 11,2                          | -0,2                          | 1,41 |
| 1989 | 62.679                     | 681.537      | 697.730 | -16.193           | 11,0                       | 11,2                          | -0,2                          | 1,39 |
| 1990 | 63.726                     | 727.199      | 713.335 | 13.864            | 11,5                       | 11,3                          | 0,2                           | 1,45 |

### Tôn giáo
| Tôn giáo Tây Đức, 1970  | Tôn giáo Tây Đức, 1970  | Tôn giáo Tây Đức, 1970 | Tôn giáo Tây Đức, 1970 | Tôn giáo Tây Đức, 1970 |
| ----------------------- | ----------------------- | ---------------------- | ---------------------- | ---------------------- |
| tôn giáo                | tôn giáo                |                        | %                      | %                      |
| EKD Kháng Cách          | EKD Kháng Cách          |                        | 49%                    | 49%                    |
| Giáo hội Công giáo Roma | Giáo hội Công giáo Roma |                        | 44,6%                  | 44,6%                  |
| Khác & Không liên kết   | Khác & Không liên kết   |                        | 6,4%                   | 6,4%                   |

Quan hệ tôn giáo ở Tây Đức giảm từ thập niên 1960 trở đi. Sự liên kết tôn giáo đã giảm nhanh hơn giữa những người theo đạo Tin lành so với người Công giáo, khiến Giáo hội Công giáo La Mã vượt qua EKD là giáo phái lớn nhất ở nước này trong những năm 1970.
| Năm  | EKD Kháng Cách [%] | Công giáo Rôma [%] | Hồi giáo [%] | Không tôn giáo [%] |
| ---- | ------------------ | ------------------ | ------------ | ------------------ |
| 1950 | 50,6               | 45,8               | -            | 3,6                |
| 1961 | 51,1               | 45,5               | -            | 3,5                |
| 1970 | 49,0               | 44,6               | 1,3          | 3,9                |
| 1980 | 42,3               | 43,3               | -            | -                  |
| 1987 | 41,6               | 42,9               | 2,7          | 11,4               |

## Quan hệ với Đông Đức
Vị trí chính thức của Tây Đức liên quan đến Đông Đức ngay từ đầu là chính phủ Tây Đức là người duy nhất được bầu cử dân chủ, và do đó là đại diện hợp pháp duy nhất của người dân Đức. Theo Học thuyết Hallstein, bất kỳ quốc gia nào (ngoại trừ Liên Xô và Bulgaria) công nhận chính quyền của Cộng hòa Dân chủ Đức sẽ không có quan hệ ngoại giao với Tây Đức.
Đầu những năm 1970, chính sách "Neue Ostpolitik" của Willy Brandt đã dẫn đến một hình thức công nhận lẫn nhau giữa Đông và Tây Đức. Hiệp định Moskva (tháng 8 năm 1970), Hiệp ước Warszawa (tháng 12 năm 1970), Thỏa thuận bốn cường quốc về Berlin (tháng 9 năm 1971), Hiệp định Transit (tháng 5 năm 1972), và Hiệp định cơ bản (1972) (tháng 12 năm 1972) đã góp phần bình thường hóa quan hệ giữa Đông và Tây Đức và dẫn đến cả hai nước Đức gia nhập Liên Hợp Quốc. Học thuyết Hallstein đã bị từ bỏ và Tây Đức đã ngừng yêu cầu một ủy thác độc quyền cho toàn bộ nước Đức.
Sau khi Ostpolitik quan điểm của Tây Đức là Đông Đức là một de facto Chính phủ trong phạm vi một quốc gia Đức duy nhất và một jure de tổ chức nhà nước của các bộ phận của Đức bên ngoài Cộng hòa Liên bang. Cộng hòa Liên bang tiếp tục duy trì rằng họ không thể trong các cấu trúc của chính mình công nhận CHDC Đức de jure là một quốc gia có chủ quyền theo luật pháp quốc tế; đồng thời thừa nhận rằng, trong các cấu trúc của luật pháp quốc tế, CHDC Đức là một quốc gia có chủ quyền độc lập. Bằng cách phân biệt, Tây Đức sau đó xem bản thân như là trong phạm vi ranh giới của riêng mình, không chỉ là de facto và de jure chính phủ, mà còn là duy nhất de jure đại diện hợp pháp của một "Đức nói chung" không hoạt động. Hai nước Đức từ bỏ mọi yêu sách để đại diện cho quốc tế khác; mà họ công nhận là nhất thiết ngụ ý một sự công nhận lẫn nhau về nhau khi cả hai có khả năng đại diện cho người dân của họ de jure tham gia vào tổ chức quốc tế và các thỏa thuận, chẳng hạn như Liên Hợp Quốc và Hiệp ước Helsinki cuối cùng.

## Kinh tế
Lý do cơ bản cho sự phục hồi kinh tế nhanh chóng của Tây Đức có thể được tìm thấy trong mô hình tăng trưởng thông thường. Tây Đức có lực lượng lao động lành nghề và trình độ công nghệ cao vào năm 1946, nhưng nguồn vốn của nó phần lớn đã bị phá hủy trong và sau chiến tranh. Nguồn vốn nhỏ này được kết hợp bởi những khó khăn trong việc chuyển đổi nền kinh tế Đức sang sản xuất hàng hóa dân sự, cũng như các vấn đề tiền tệ và quy định tràn lan, dẫn đến sản lượng kinh tế thấp bất thường trong những năm đầu sau chiến tranh.
Những vấn đề ban đầu đã được khắc phục vào thời điểm cải cách tiền tệ năm 1948, thay thế Reichsmark bằng Deutsche Mark là đấu thầu hợp pháp, ngăn chặn lạm phát tràn lan. Hành động này nhằm củng cố nền kinh tế Tây Đức đã bị cấm rõ ràng trong hai năm mà JCS 1067 có hiệu lực. JCS 1067 đã chỉ đạo các lực lượng chiếm đóng của Hoa Kỳ ở Tây Đức "không thực hiện các bước hướng tới sự phục hồi kinh tế của Đức".
Đồng thời, chính phủ, theo lời khuyên của Erhard, đã cắt giảm thuế mạnh đối với thu nhập vừa phải. Walter Heller, một nhà kinh tế trẻ tuổi với lực lượng chiếm đóng Hoa Kỳ, người sau này trở thành chủ tịch Hội đồng cố vấn kinh tế của tổng thống Kennedy, đã viết vào năm 1949 rằng để "loại bỏ hiệu ứng đàn áp của tỷ lệ cực cao, Luật Chính phủ quân sự số 64 đã cắt giảm một phạm vi rộng trên toàn hệ thống thuế của Đức tại thời điểm cải cách tiền tệ". Thuế suất thuế thu nhập cá nhân, đặc biệt, giảm đáng kể. Trước đây, thuế suất đối với bất kỳ thu nhập nào trên 6.000 Deutschmark là 95%. Sau cải cách thuế, tỷ lệ 95% này chỉ áp dụng cho thu nhập hàng năm trên 250.000 Deutschmark. Đối với người Tây Đức với thu nhập hàng năm khoảng 2.400 Deutschmark vào năm 1950.

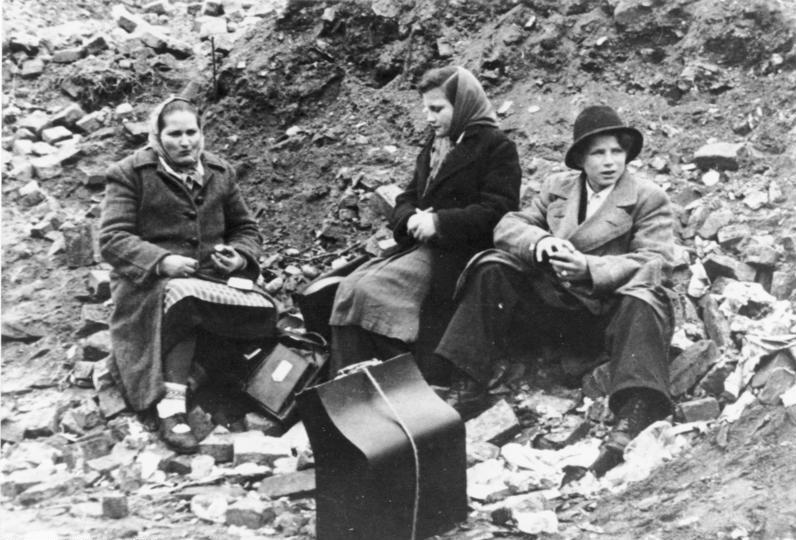
Thiệt hại chiến tranh tại một thành phố của Đức ở Sachsen năm 1945

Việc Đồng minh tháo dỡ các ngành công nghiệp than và thép của Tây Đức đã quyết định tại Hội nghị Potsdam gần như đã hoàn thành vào năm 1950; thiết bị sau đó đã được gỡ bỏ khỏi 706 nhà máy sản xuất ở phía tây và năng lực sản xuất thép đã giảm 6.700.000 tấn. Mặc dù Saarland quan trọng về công nghiệp với các mỏ than giàu có đã được trả lại cho Tây Đức vào năm 1957, nhưng nó vẫn được hợp nhất về kinh tế trong một liên minh hải quan với Pháp cho đến năm 1959 và Pháp đã khai thác than từ khu vực này cho đến năm 1981.
Tây Đức đã tiến hành nhanh chóng sau năm 1948 để xây dựng lại vốn cổ phần của mình và do đó để tăng sản lượng kinh tế với tốc độ tuyệt vời. Tỷ lệ đầu tư vốn rất cao nhờ mức tiêu thụ thấp và nhu cầu đầu tư vốn thay thế rất nhỏ (do nguồn vốn vẫn còn nhỏ) đã thúc đẩy sự phục hồi này trong những năm 1950. Mức sống cũng tăng đều đặn, với sức mua của tiền lương tăng 73% từ năm 1950 đến 1960. Theo ghi nhận của nhà báo người Anh Terence Prittie vào đầu những năm 60:
Ngày nay, người đàn ông làm việc người Đức có một cuộc sống thoải mái và mặc một chiếc áo ghi lê đầy đặn. Anh ấy ăn tốt, và thức ăn của anh ấy - mặc dù nấu ăn của Đức thiếu sự thanh lịch của Pháp - rất lành mạnh và ngon miệng. Anh ấy mua quần áo tốt, và anh ấy mặc quần áo cho vợ con rất tốt. Anh thường có tiền để dự phòng cho các chương trình truyền hình, các chuyến du ngoạn cuối tuần và các trận bóng đá. Và anh ấy không sợ ăn mừng đôi khi ở quy mô lớn hơn.

Tăng trưởng năng suất ở Tây Đức cho phép hầu hết người lao động đạt được những cải thiện đáng kể về mức sống và an ninh cuộc sống. Ngoài ra, theo ghi nhận của David Eversley.
Khi thu nhập thực tế tăng lên, các cơ quan công quyền đã được cho phép (và thực sự được khuyến khích) để gây quỹ, cả từ thuế và thông qua vay mượn, để đẩy nhanh tốc độ đầu tư và chi tiêu hiện tại vào các dự án có hiệu quả ngay lập tức, một phần có lợi cho việc tạo ra Cuộc sống tốt đẹp, như đã thấy ở Đức... Bất kỳ cuộc kiểm tra hời hợt nào về cảnh quan thị trấn Đức, hãy để ý đến các số liệu thống kê, cho thấy Đức đã chi tiền cho bệnh viện, thư viện, nhà hát, trường học, công viên, nhà ga, nhà ở hỗ trợ xã hội, đường sắt ngầm, sân bay, bảo tàng, v.v... đơn giản là không thể so sánh với những nỗ lực của Anh theo hướng này.

### Phục hồi
Ngoài những rào cản vật lý phải vượt qua để phục hồi kinh tế Tây Đức, cũng có những thách thức về trí tuệ. Đồng Minh đã tịch thu tài sản trí tuệ có giá trị lớn, tất cả các bằng sáng chế của Đức, cả ở Đức và nước ngoài, và sử dụng chúng để tăng cường khả năng cạnh tranh công nghiệp bằng cách cấp phép cho các công ty Đồng minh.
Ngay sau khi Đức đầu hàng và trong hai năm tiếp theo, Mỹ đã theo đuổi một chương trình mạnh mẽ để thu hoạch tất cả các bí quyết công nghệ và khoa học cũng như tất cả các bằng sáng chế ở Đức. Cuốn sách "Công nghệ khoa học và bồi thường: Khai thác và cướp bóc ở Đức thời hậu chiến" của John Gimbel đã kết luận "khoản bồi thường trí tuệ" mà Hoa Kỳ và Vương quốc Anh thực hiện lên tới gần 10 tỷ đô la.
Trong hơn hai năm, chính sách này đã được thực hiện, nghiên cứu công nghiệp mới ở Đức bị cản trở vì nó không được bảo vệ và có sẵn miễn phí cho các đối thủ nước ngoài, được khuyến khích bởi các cơ quan chiếm đóng để truy cập tất cả các hồ sơ và cơ sở.

### Kế hoạch Marshall
Trong khi đó, hàng ngàn nhà nghiên cứu và kỹ sư giỏi nhất của Đức đang làm việc tại Liên Xô và tại Hoa Kỳ (Xem Chiến dịch Osoaviakhim, Chiến dịch cái kẹp giấy).
Kế hoạch Marshall chỉ được mở rộng sang Tây Đức sau khi nhận ra sự đàn áp của nền kinh tế đang kìm hãm sự phục hồi của các quốc gia châu Âu khác và không phải là lực lượng chính đứng sau Wirtschaftswunder. Nếu như vậy, các quốc gia khác như Vương quốc Anh, nơi nhận được hỗ trợ kinh tế lớn hơn nhiều so với Tây Đức, cũng đã trải qua hiện tượng tương tự. Tuy nhiên, thường bị bỏ qua là ảnh hưởng của "những đóng góp không chính thức" của 150.000 quân chiếm đóng Hoa Kỳ, kiếm được tới 4 đô la Đức cho đồng đô la. Những nhãn hiệu này đã được sử dụng trong phạm vi Tây Đức để mua thực phẩm, các mặt hàng xa xỉ, bia và xe hơi, cũng như giải trí cho người dân địa phương và cho gái mại dâm. Trong các cuộc tập trận, số lượng binh sĩ như vậy sẽ tăng lên hơn 250.000. Tuy nhiên, số tiền viện trợ tiền tệ, chủ yếu dưới dạng các khoản vay, khoảng 1,4 tỷ đô la, đã bị lu mờ rất nhiều bởi số tiền mà người Đức phải trả lại khi bồi thường chiến tranh và các khoản phí mà quân Đồng minh đã trả cho người Đức cho chi phí liên tục của nghề nghiệp, khoảng 2,4 tỷ đô la mỗi năm. Năm 1953, Đức đã quyết định sẽ trả lại 1,1 tỷ đô la cho khoản viện trợ mà họ đã nhận được. Lần trả nợ cuối cùng được thực hiện vào tháng 6 năm 1971.
Những đòi hỏi của Chiến tranh Triều Tiên năm 1950 đã khiến cho tình trạng thiếu hàng hóa trên toàn cầu giúp vượt qua sự kháng cự kéo dài đối với việc mua các sản phẩm của Tây Đức. Vào thời điểm đó, Tây Đức có một lượng lớn lao động lành nghề, một phần là do các vụ trục xuất và di cư đã ảnh hưởng đến 16,5 triệu người Đức. Điều này đã giúp Tây Đức tăng hơn gấp đôi giá trị xuất khẩu của mình trong và ngay sau chiến tranh. Ngoài những yếu tố này, công việc nặng nhọc và thời gian dài hết công suất trong dân số vào những năm 1950, 1960 và đầu 1970 và lao động thêm được cung cấp bởi hàng ngàn Gastarbeiter ("công nhân khách", từ cuối những năm 1950) đã cung cấp một cơ sở quan trọng cho sự bền vững của sự phát triển kinh tế với lực lượng lao động bổ sung.
Từ cuối những năm 1950 trở đi, Tây Đức có một trong những nền kinh tế mạnh nhất thế giới. Các Đông Đức nền kinh tế cũng cho thấy sự tăng trưởng mạnh mẽ, nhưng không nhiều như ở Tây Đức, do hệ thống quan liêu, di cư làm việc trong độ tuổi dân Đông Đức sang Tây Đức và tiếp tục bồi thường cho Liên Xô về nguồn lực. Thất nghiệp đạt mức thấp kỷ lục là 0.7–0.8% vào năm 1961–1966 và 1970–1971.
Ludwig Erhard, người từng giữ chức Bộ trưởng Bộ Kinh tế trong nội các của thủ tướng Konrad Adenauer từ năm 1949 đến năm 1963 và sau đó sẽ tự mình trở thành Thủ tướng, thường được liên kết với Wirtschaftswunder của Tây Đức.

## Chính trị
Trước sự thất bại của hệ thống đại diện theo tỷ lệ nghị viện của Cộng hòa Weimar, đồng thời tránh chế độ độc tài có thể có của hệ thống tổng thống, Tây Đức thực hiện một hệ thống chung và các đảng chính trị cần phải có 5% số ghế để vào quốc hội. Đối với hầu hết Tây Đức, chỉ có bốn đảng trong quốc hội: Liên minh Dân chủ Kitô giáo, Liên minh Xã hội Kitô giáo Bayern, Đảng Dân chủ Xã hội và Đảng Dân chủ Tự do Đức. Đảng Xanh vào Bundestag của Đức sau những năm 1980.

## Xã hội
Cho đến những năm 1970, những người đồng tính luyến ái đã bị chính quyền Tây Đức đàn áp. Họ sẽ bị kết án 50.000 người vì đồng tính luyến ái trên cơ sở luật được thành lập dưới chế độ Đức Quốc xã nhưng được Tây Đức bảo tồn.

## Văn hóa
Trong nhiều khía cạnh, văn hóa Đức vẫn tiếp tục phát triển bất chấp chế độ phong kiến, độc tài và tình trạng chiến tranh. Tuy nhiên, một điều rất tích cực là các hình thức cũ và mới cùng tồn tại cạnh nhau và ảnh hưởng của Mỹ, vốn đã mạnh mẽ trong những năm 1920, đã tăng lên.

### Thể thao

Tem bưu chính kỷ niệm bóng đá 1974 World Cup được tổ chức tại Tây Đức

Trong thế kỷ 20, bóng đá hiệp hội trở thành môn thể thao lớn nhất ở Đức. Đội tuyển bóng đá quốc gia Đức, được thành lập vào năm 1900, tiếp tục truyền thống của mình có trụ sở tại Cộng hòa Liên bang Đức, giành chiến thắng tại FIFA World Cup 1954 trong một cuộc nổi loạn tuyệt đẹp được mệnh danh là phép màu của Bern. Trước đó, đội tuyển Đức không được coi là một phần của hàng đầu quốc tế. Các giải bóng đá vô địch thế giới 1974 được tổ chức tại thành phố Tây Đức và Tây Berlin. Sau khi bị đánh bại bởi các đối tác Đông Đức của họ ở vòng đầu tiên, đội bóng của Hiệp hội bóng đá Đức đã giành được chiếc cúp một lần nữa, đánh bại Hà Lan 2–1 trong trận chung kết. Với quá trình thống nhất hoàn toàn vào mùa hè năm 1990, người Đức đã giành được một World Cup thứ ba, với những cầu thủ được giới thiệu cho Đông Đức chưa được phép đóng góp. Họ cũng đã giành được Giải vô địch châu Âu vào năm 1972, 1980 và 1996.
Sau khi cả hai Thế vận hội Mùa hè 1936 được tổ chức tại Đức, München đã được chọn để tổ chức Thế vận hội Mùa hè 1972. Đây cũng là những trò chơi mùa hè đầu tiên mà người Đông Đức xuất hiện với cờ và quốc ca riêng biệt của Cộng hòa dân chủ Đức. Như năm 1957, khi Đức thu hồi vùng lãnh thổ Saarland từ Pháp, những tổ chức thể thao Đông Đức đã không còn tồn tại vào cuối năm 1990 khi các phân khu của họ và các thành viên của họ gia nhập các đối tác phương Tây. Do đó, các tổ chức và đội bóng Đức hiện tại trong bóng đá, Thế vận hội và các nơi khác giống hệt với những tổ chức được gọi là "Tây Đức" trước năm 1991. Sự khác biệt duy nhất là một thành viên lớn hơn và một tên khác được sử dụng bởi một số người nước ngoài. Các tổ chức và đội này lần lượt chủ yếu tiếp tục truyền thống của những người đại diện cho Đức trước Chiến tranh thế giới thứ hai, và thậm chí cả Thế chiến thứ nhất, do đó mang lại sự tiếp nối thế kỷ bất chấp những thay đổi chính trị.
Tính đến năm 2012, Tây Đức đã chơi kỷ lục 43 trận tại Giải vô địch châu Âu.

### Văn học
Bên cạnh sự quan tâm đến thế hệ nhà văn cũ, các tác giả mới nổi lên trên nền tảng của những trải nghiệm chiến tranh và sau thời kỳ chiến tranh. Wolfgang Borchert, một cựu quân nhân chết trẻ vào năm 1947, là một trong những đại diện nổi tiếng nhất của Trümmerliteratur. Heinrich Böll được xem là một trong những nhà văn Đức hậu thế chiến quan trọng nhất. Frankfurt Book Fair và Giải Hòa bình của ngành kinh doanh sách Đức sớm phát triển thành những sự kiện nổi tiếng của ngành xuất bản. Các tác giả mẫu mực cho văn học Tây Đức là Siegfried Lenz (với The German Lesson) và Günter Grass (với The Tin Drum và The Flounder).